# Kanton Charente-Vienne
 Charente-Vienne is een kanton van het Franse departement Charente. Het kanton maakt deel uit van het arrondissement Confolens. In 2019 telde het 18.458 inwoners.
Het kanton werd gevormd ingevolge het decreet van 20 februari 2014 met uitwerking op 22 maart 2015, met Confolens als hoofdplaats.

## Gemeenten
Het kanton omvatte bij zijn vorming de 29 gemeenten van de opgeheven kantons Confolens-Nord, Confolens-Sud en Chabanais.
Op 1 januari 2016 werd de gemeente Saint-Germain-de-Confolens toegevoegd aan de gemeente Confolens, die daarmee het statuut van commune nouvelle kreeg. Op 1 januari 2019 werden de gemeenten Genouillac, Mazières, La Péruse, Roumazières-Loubert en Suris samengevoegd tot de fusiegemeente (commune nouvelle) Terres-de-Haute-Charente. Enkel La Péruse en Suris behoren bij het kanton Charente-Vienne. De overige deelgemeenten liggen in het kanton Charente-Bonnieure.
Sindsdien omvat het kanton de volgende gemeenten: 
- Abzac
- Ambernac
- Ansac-sur-Vienne
- Brigueuil
- Brillac
- Chabanais
- Chabrac
- Chassenon
- Chirac
- Confolens
- Épenède
- Esse
- Étagnac
- Exideuil-sur-Vienne
- Hiesse
- Lessac
- Lesterps
- Manot
- Montrollet
- Oradour-Fanais
- Pleuville
- Pressignac
- Saint-Christophe
- Saint-Maurice-des-Lions
- Saint-Quentin-sur-Charente
- Saulgond
- Terres-de-Haute-Charente (deels: enkel La Péruse en Salis)